# 何志锋
何志鋒，中國男演員，畢業於广东文艺职业学院。

## 演出作品

### 電視劇
- 乘龙怪婿 飾 鸡翼坚
- 新不了情 飾 DJ老鼠
- 七十二家房客 飾 二五八
- 笑公堂 飾 旺财
- 一家大晒 飾 肥仔丰
- 我要发达 飾 雞仔餅

### 電影
- 3分钟先生

### 小品劇
- 都市笑口組

### 話劇
- 通济天下
- 十三行商人
- 小雨
- 冢爱

### 相声小品
- 三个男人的故事
- 趣谈广州话
- 趣谈十二生肖
- 替身老豆
- 灭蚊杀手
- 还是好人多
- N年之后
- 产房外